# Prasinocyma neglecta
Prasinocyma neglecta är en fjärilsart som beskrevs av Louis Beethoven Prout 1921. Prasinocyma neglecta ingår i släktet Prasinocyma och familjen mätare. Inga underarter finns listade i Catalogue of Life.